# Sant Just (Cantal)
Sant Just (en francès Saint-Just) és un municipi francès situat al departament de Cantal i a la regió d'Alvèrnia-Roine-Alps. L'any 2007 tenia 203 habitants.

## Demografia

### Població
El 2007 la població de fet de Saint-Just era de 203 persones. Hi havia 78 famílies de les quals 16 eren unipersonals (8 homes vivint sols i 8 dones vivint soles), 31 parelles sense fills, 27 parelles amb fills i 4 famílies monoparentals amb fills.
La població ha evolucionat segons el següent gràfic:
Habitants censats

### Habitatges
El 2007 hi havia 181 habitatges, 85 eren l'habitatge principal de la família, 82 eren segones residències i 15 estaven desocupats. 157 eren cases i 13 eren apartaments. Dels 85 habitatges principals, 69 estaven ocupats pels seus propietaris, 11 estaven llogats i ocupats pels llogaters i 5 estaven cedits a títol gratuït; 1 tenia una cambra, 3 en tenien dues, 18 en tenien tres, 20 en tenien quatre i 42 en tenien cinc o més. 81 habitatges disposaven pel capbaix d'una plaça de pàrquing. A 39 habitatges hi havia un automòbil i a 41 n'hi havia dos o més.

### Piràmide de població
La piràmide de població per edats i sexe el 2009 era:
| Homes | Edats   | Dones |
| ----- | ------- | ----- |
| 0     | 95 o +  | 0     |
| 0     | 90 a 94 | 4     |
| 0     | 85 a 89 | 8     |
| 0     | 80 a 84 | 0     |
| 0     | 75 a 79 | 4     |
| 12    | 70 a 74 | 4     |
| 4     | 65 a 69 | 4     |
| 12    | 60 a 64 | 4     |
| 4     | 55 a 59 | 8     |
| 12    | 50 a 54 | 20    |
| 12    | 45 a 49 | 4     |
| 4     | 40 a 44 | 0     |
| 8     | 35 a 39 | 4     |
| 12    | 30 a 34 | 4     |
| 0     | 25 a 29 | 16    |
| 8     | 20 a 24 | 4     |
| 0     | 15 a 19 | 4     |
| 4     | 10 a 14 | 8     |
| 4     | 5 a 9   | 0     |
| 4     | 0 a 4   | 0     |

## Economia
El 2007 la població en edat de treballar era de 134 persones, 91 eren actives i 43 eren inactives. De les 91 persones actives 82 estaven ocupades (47 homes i 35 dones) i 9 estaven aturades (2 homes i 7 dones). De les 43 persones inactives 18 estaven jubilades, 13 estaven estudiant i 12 estaven classificades com a «altres inactius».

### Ingressos
El 2009 a Saint-Just hi havia 89 unitats fiscals que integraven 217 persones, la mediana anual d'ingressos fiscals per persona era de 13.611 €.

### Activitats econòmiques
Dels 3 establiments que hi havia el 2007, 1 era d'una empresa de comerç i reparació d'automòbils i 2 d'empreses d'hostatgeria i restauració.
L'únic servei als particulars que hi havia el 2009 era un restaurant.
L'únic establiment comercial que hi havia el 2009 era una botiga de menys de 120 m².
L'any 2000 a Saint-Just hi havia 31 explotacions agrícoles que ocupaven un total de 1.173 hectàrees.

## Poblacions més properes
El següent diagrama mostra les poblacions més properes.